# Вернер Моторс
Братья Вернеры, Михаил и Евгений, были французами по национальности, но родом из России. Вернеры начали экспериментировать с моторизованными велосипедами в 1896 году, и им приписывают первое использование слова «мотоциклет» в 1897 году.

## История

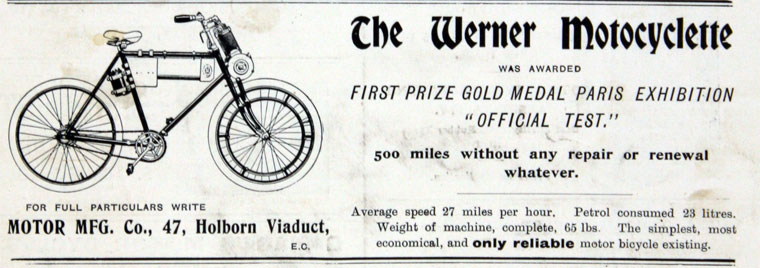
Реклама мотоцикла братьев Вернер (1900)

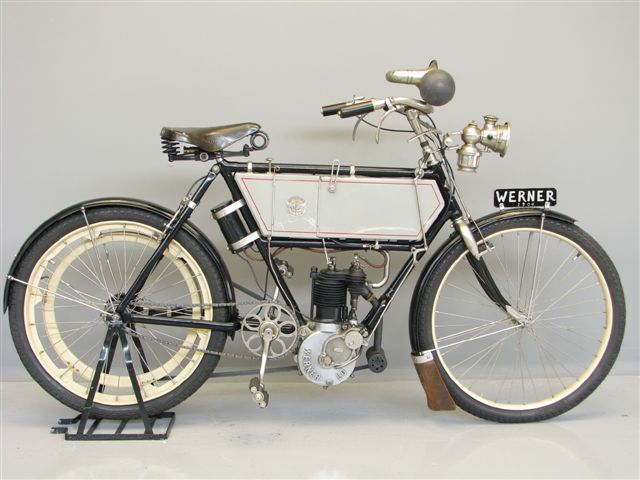
Мотоциклет братьев Вернер 1904 года

Братья Вернеры в России владели типографией в Москве и помимо издания журналов и книг сами являлись писателями и журналистами. Издательская фирма братьев Вернеров обанкротилась и они были вынуждены уехать из России во Францию (1891). Приехав в Париж, Вернеры сначала хотели продолжить свою журналистскую деятельность, но успеха не добились. Тогда они занялись ремонтом и продажей фотоаппаратов, пишущих машинок и граммофонов, а позднее ― разработкой велосипедов, оснащённых мотором.
Попытка использовать двигатель De Dion-Bouton в раме велосипеда в 1896 году закончилась неудачей. Но в 1897 году им удалось создать мотовелосипед под названием Motocyclette с двигателем, установленным на передней рулевой колонке, добившись определенного успеха.
В 1899 году Вернеры применили на мотоцикле с двигателем в 1,25 л. с. электрическое зажигание. Двигатель по-прежнему располагался на передней вилке мотоцикла. В 1900 году мотоциклы Вернеров экспонировались на Всемирной выставке в Париже, где им были присуждены золотая и серебряная медали. В результате другие фирмы стали копировать вернеровские мотоциклы и строить мотоциклы самых разных конструкций. На состязаниях конца прошлого века мотоциклы фирмы «Вернер» одерживали над ними блестящие победы. К 1901 году было построено свыше 3500 мотоциклов марки «Вернер». Но с ростом мощности их двигателей и, соответственно, веса высоко расположенный центр тяжести мотоцикла привел к его неустойчивости. Это заставило Вернеров изменить свою конструкцию.

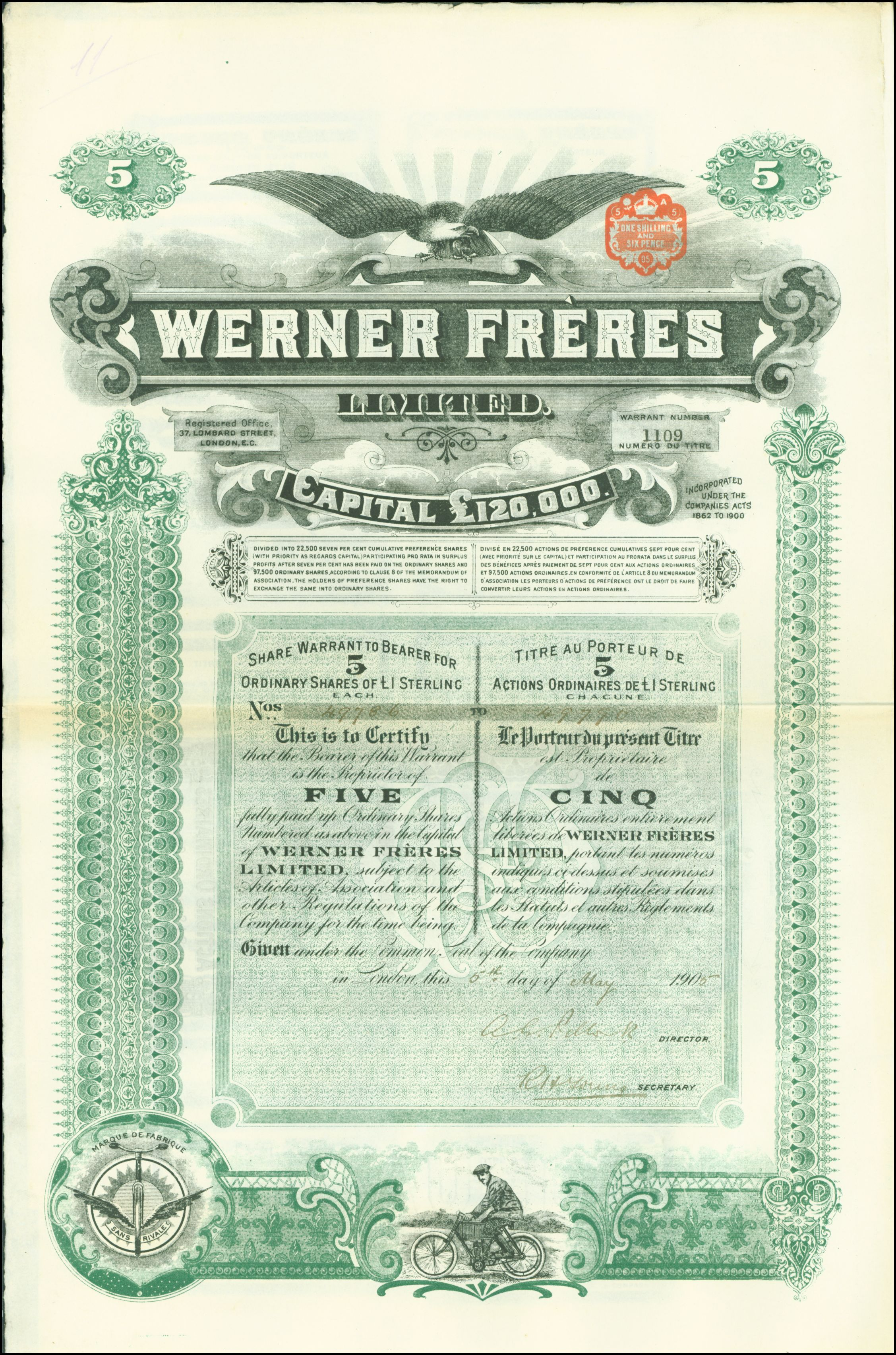
Акция фирмы «Братья Вернер», выпуска 1905 года

Наиболее значительный успех в конструкции мотовелосипедов пришелся на 1900 год с моделью «Новый Вернер», в котором использовалась запатентованная конструкция рамы. К этому времени компания также производила свои собственные двигатели, а не покупала их у De Dion-Bouton, как это было раньше. «Новый Вернер» — мотоцикл «классической компоновки», у которого двигатель в 1,5 л. с. устанавливался в нижней части рамы в центре ходовой части. На первом «новом Вернере» с мотором в 1,5 л. с. вместо круглого кожаного ремня был применен плоский, который стали использовать и другие фирмы, появившиеся вслед за вернеровской. Вернеры также первыми или одними из первых выпустили мотовелосипед с двухцилиндровым двигателем в 1903 году объемом 500 куб.см. Вернеры получили лицензию на продажу своей линейки мотоциклов в Англии. Продукция братьев Вернеров пользовалась популярностью как в Европе, так и в Америке.

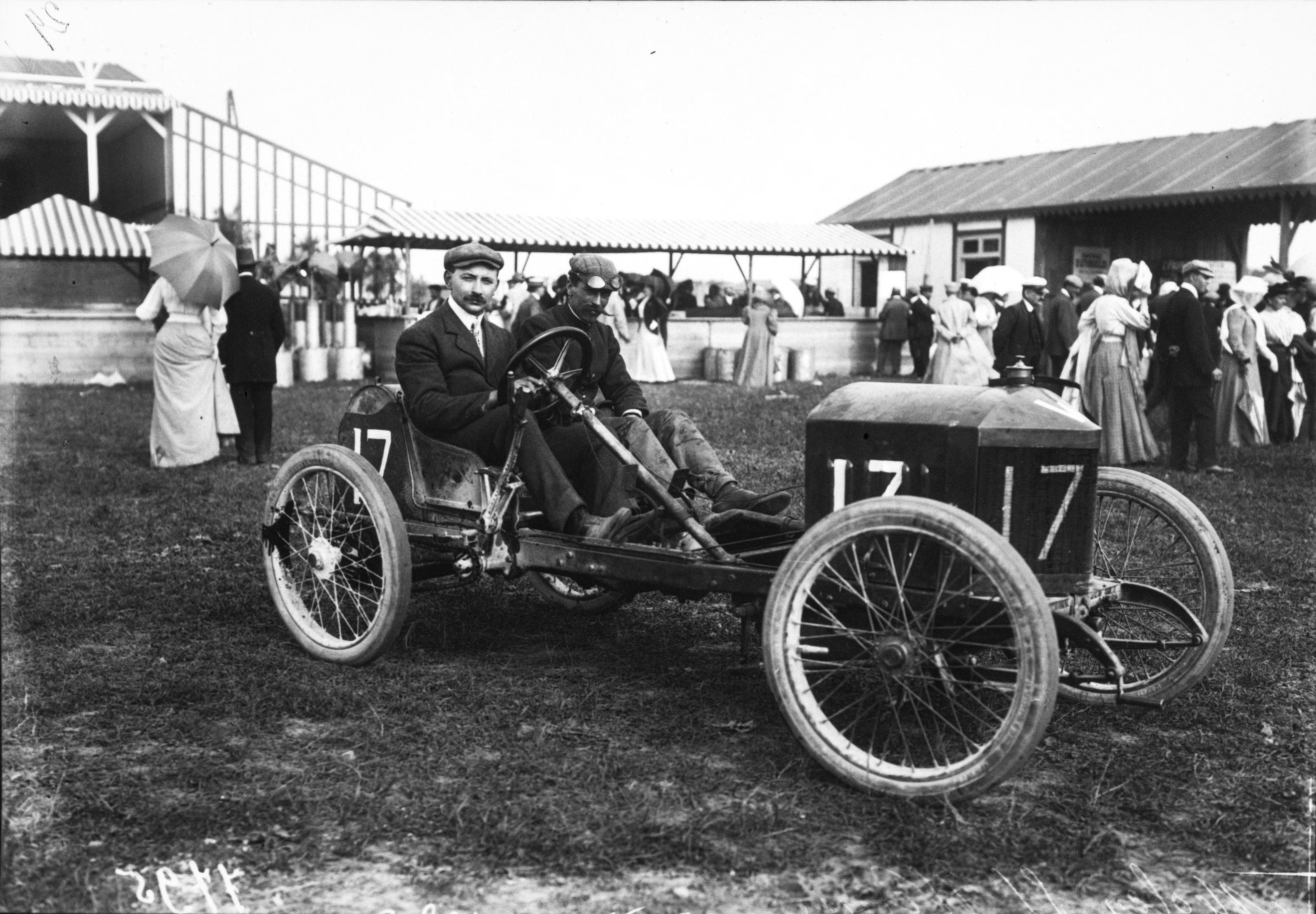
Леон Молон в автомобиле Вернер Моторс на Гран-при в Дьеппе (1908)

В последующие годы фирма «Вернер» стала выпускать мотоциклы с более мощными двигателями — 2, 3, 4 л. с. На последнем из этих мотоциклов был установлен 2-цилиндровый двигатель с параллельными вертикальными цилиндрами. Продолжая строить мотоциклы, братья Вернеры с 1906 года приступили к выпуску автомобилей.
После смерти обоих братьев, Михаила в 1905 году и Евгения в 1908 году автомобильная компания «Вернер Моторс» пришла в упадок. и прекратила свое существование в 1914 году.
13 сентября 1902 года Альфред Ниппер проезжал на своем мотоцикле Вернер 1898 года по Бристоль-роуд, Уорл, Сомерсет, совершив правонарушение, как указано в повестке: «Будучи водителем определённого экипажа (мотоцикла) на определённом шоссе в месте, называемом Бристоль-роуд, незаконно мчался по нему, подвергая опасности жизнь и здоровье пассажиров на указанном шоссе». Считается, что это первая повестка в Сомерсете за нарушение правил дорожного движения. Мистер Ниппер был оштрафован на семь шиллингов и шесть пенсов. Повестка в настоящее время находится у внучатого племянника мистера Ниппера Лори Хэтчард из Кингсли Чешир.